# František Raušar
František Raušar (25. srpna 1857 Budislavice – 9. srpna 1941 Blovice) byl český pedagog a zakladatel muzea v Blovicích.

## Život
František Raušar se narodil 25. srpna 1857 v Budislavicích (dnes součást Mladého Smolivce v okrese Plzeň-jih) otci Janovi, který byl zemědělcem, a matce Marii. Bratrancem byl Štěpán Pučálka. V mládí studoval v Budislavicích, Nepomuku, Rakovníku a učitelské vzdělání získal v Praze. 18. září 1876 získal místo učitele v Blovicích (nepřijal doporučení o umístění do Doks) a v roce 1897 se stává ředitelem měšťanské chlapecké školy tamtéž. V roce 1881 se žení s Josefou Rolečkovou, dcerou notářského úředníka. Do důchodu odchází v roce 1923.
Zemřel roku 1941 v Blovicích a byl pohřben na blovickém hřbitově.

## Účast v organizacích
V roce 1903 založil Okrašlovací spolek v Blovicích, při kterém založil v roce 1913 muzejní odbor a až do roku 1941 byl jeho předsedou. Tento odbor shromažďoval muzejní exponáty a ukládal je do domu Františka Raušara v dnešní Hradišťské ulici č. 148 (dnes jedna z budov Městského úřadu Blovice). Toto muzeum se postupně rozrůstalo, až vzniklo dnešní Muzeum jižního Plzeňska Blovice.
Založil také školský Raušarův fond, ze kterého měly být financovány školní pomůcky nemajetným studentům. Sám do něj v roce 1916 předal 2 000 korun.
Mimo to ale byl činný v mnoha dalších organizacích, jako například v Červeném kříži, literárním spolku, knihovnickém spolku a v mnoha dalších. Mezi lety 1898 a 1918 byl taktéž členem městského zastupitelstva.

## Ocenění
3. října 1916 byl jmenován čestným občanem města Blovic, a to za "záslužnou činnost a rozvoj školství i města". V roce 1937 byl jmenován také čestným občanem obce Budislavice. Po Františku Raušarovi byly v roce 1933 (tedy ještě za dobu jeho života) pojmenovány sady v západní části Blovic směrem k vrchu Dubí.